# Miguel de Adán

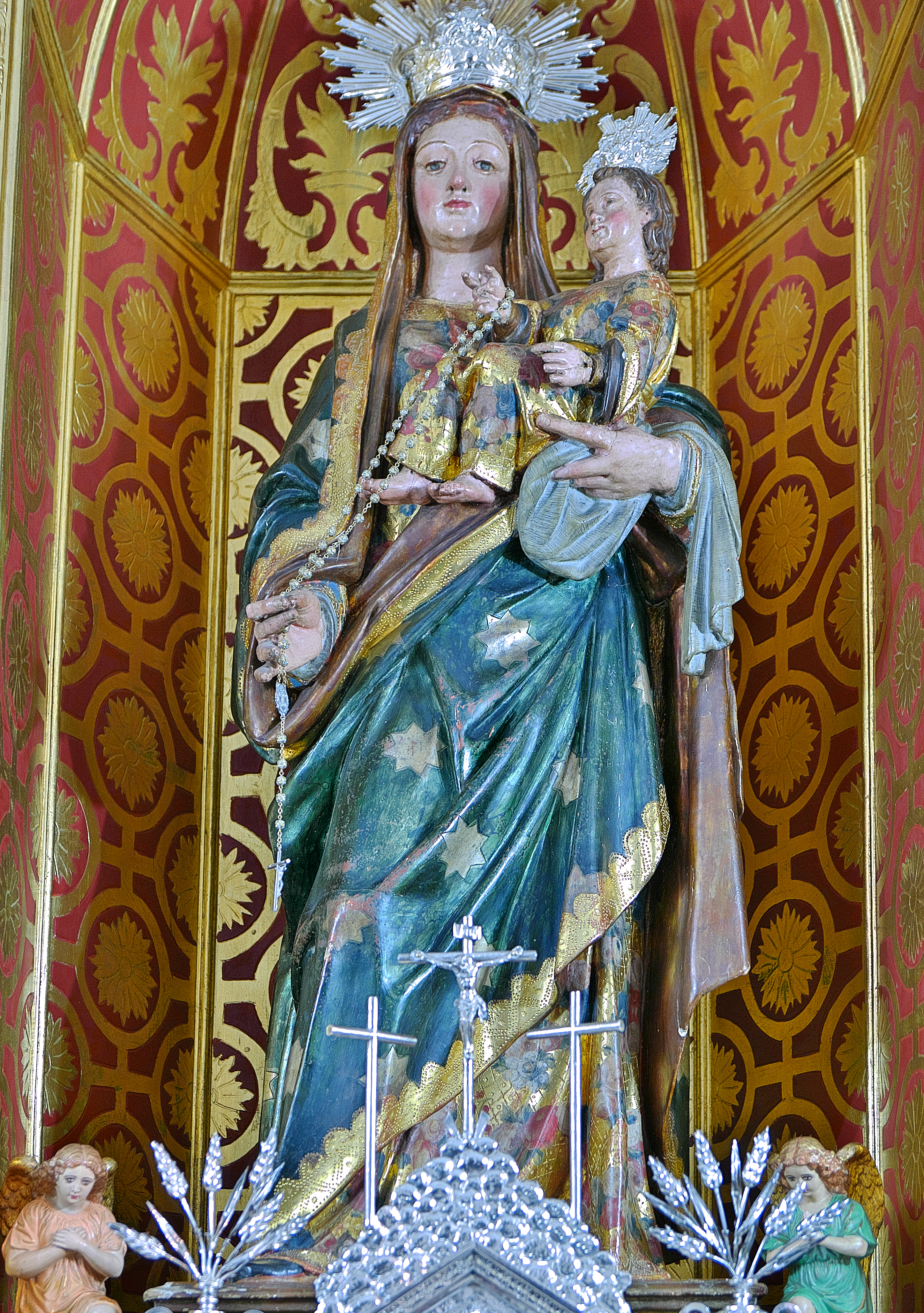
Ntra. Sra. del Rosario, Palomares del Río.

Miguel Adán (Pinto (Madrid), 1532-¿? 1610) fue un escultor y retablista español de los siglos XVI y XVII. 

## Biografía
En la declaración que prestó como testigo en el proceso inquisitorial contra Esteban Jamete el 28 de junio de 1557, residiendo en Toledo en casa de Juan Bautista Vázquez el Viejo, con quien llevaba cuatro años, dijo ser natural de Pinto, de oficio imaginero y de veinticinco años de edad, según creía, y que antes de establecerse en Toledo había trabajado dos años y medio en Cuenca con Jamete. En 1561 se trasladó a Sevilla siguiendo a Juan Bautista Vázquez cuando este fue llamado a completar el retablo iniciado por Isidro de Villoldo en la Cartuja, siendo en esta ciudad donde desarrolló principalmente su actividad artística y en ella el 1 de diciembre de 1588 formó parte del tribunal examinador que acreditó la suficiencia en escultura y diseño de retablos del entonces aspirante Juan Martínez Montañés. 
Entre sus principales obras conservadas se encuentran los sepulcros en mármol con las estatuas yacentes de la segunda esposa y una de las hijas de Hernán Cortés, Juana de Zúñiga y Catalina Cortés, en el Convento de Madre de Dios de Sevilla, en los que trabajó junto con Juan de Oviedo en 1589, la imagen de Nuestra Señora del Rosario de Palomares del Río (1588), el Cristo de la Veracruz de la Iglesia de la Purísima Concepción de Villanueva de los Castillejos (Huelva) y el retablo de San Juan Bautista para el Convento de las Dueñas de Sevilla (Museo de Bellas Artes de Sevilla), contratado el 6 de agosto de 1592 junto con Vasco Pereira, pintor de imaginería. También participó junto a Jerónimo Hernández, Juan Bautista Vázquez el Viejo y Andrés de Ocampo en el monumental retablo mayor de la Iglesia de Santa María de la Asunción de Arcos de la Frontera (Cádiz). Además, en la provincia de Cádiz realizó las figuras del Cristo de los Milagros, San Francisco y Santo Domingo para el retablo mayor de la iglesia de Santo Domingo de Sanlúcar de Barrameda.